# Isaac Goldberg
Isaac Goldberg (Boston, 1 de novembro de 1887 - Brookline, 14 de julho de 1938) foi um jornalista, autor, crítico, tradutor, editor americano. Nascido em uma família Judaica, em Boston, estudou na Universidade de Harvard, onde recebeu o título de Bacharel, em 1910, Mestre, em 1911, e PhD, em 1912. Esteve presente na I Guerra Mundial, na Europa, como jornalista, escrevendo para o jornal Boston Evening Transcript.

## Trabalhos
Goldberg foi autor das biografias de H. L. Mencken, Havelock Ellis, W. S. Gilbert, Arthur Sullivan, e George Gershwin, de livros críticos sobre teatro e música, e sobre a literatura hispano-americana, além de ter escrito artigos em diversas revistas. Também fundou, e foi editor, de uma revista mensal chamada Panorama.
Era fluente em yiddish, espanhol, francês, alemão, italiano e português, tendo traduzido obras dessas línguas para o inglês.[carece de fontes?]
Entre suas obras relativas a literatura da América Latina, estão Studies in Spanish-American Literature (1920) e Brazilian Literature (1922). Entre 1923-1932, Goldberg foi editor literário da revista American Freeman, e entre 1930-1932 escreveu resenhas sobre livros e músicas para a revista The American Mercury.